# Ovidijus Vyšniauskas
Ovidijus Vyšniauskas, född 19 mars 1957 i Marijampolė, är en litauisk sångare och gitarrist.
1994 var Vyšniauskas Litauens första representant i Eurovision Song Contest och kom på 25:e och sista plats med bidraget Lopšinė mylimai, som inte fick några poäng. Detta var dessutom första gången ett bidrag framförde på litauiska i tävlingen.

## Diskografi
- Mes prie nemuno užaugę (1993)
- Muzika iš nakties ir dienos (1994)
- Juoda balta (1996)
- Kryžkelės (1999)
- Geriausios dainos naujai (2003)
- Tėvų dainos (2006)
- Rinktinis (?)
- Auksinis (2011)